# Pietà di Sant'Eufemia
La pietà di Sant'Eufemia è un gruppo scultoreo, rappresentante la Pietà, collocata nel quarto altare di sinistra della navata della chiesa di Sant'Eufemia di Verona. 

## Storia
La tradizione vuole che essa sia stata realizzata tra il VIII e il IX secolo dai santi Benigno e Caro, entrambi eremiti di Malcesine. L'opera poi giunse nella chiesa nel 1265 quando gli agostiniani lasciarono Montorio per stabilirsi in città.
Più probabilmente, l'opera risale alla seconda metà del XIV secolo, così da essere la più antica Pietà conservata in Veneto, mentre il suo autore è ignoto. I critici d'arte hanno sottolineato le somiglianze con la celebre Pietà Roettgen conservata nel Rheinisches Landesmuseum di Bonn; tale provenienza è avvalorata anche dagli intensi rapporti che gli agostiniani veronesi intrattenevano alla fine del XIII secolo con i confratelli di Colonia, città non molto distante da Roetgen. Pertanto non è improbabile che l'autore fosse proprio tedesco e che giunse a Verona proprio al seguito di monaci o, secondo altri, per «sollecitazione dei cavalieri teutonici al servizio degli Scaligeri».
Restauri effettuati nella seconda metà del XX secolo hanno permesso di apprendere che la scultura venne realizzata in gesso e con il supporto di tela. Un'intelaiatura di legno rende stabile la sedia ove è seduta la Madonna.